# Bora Đorđević

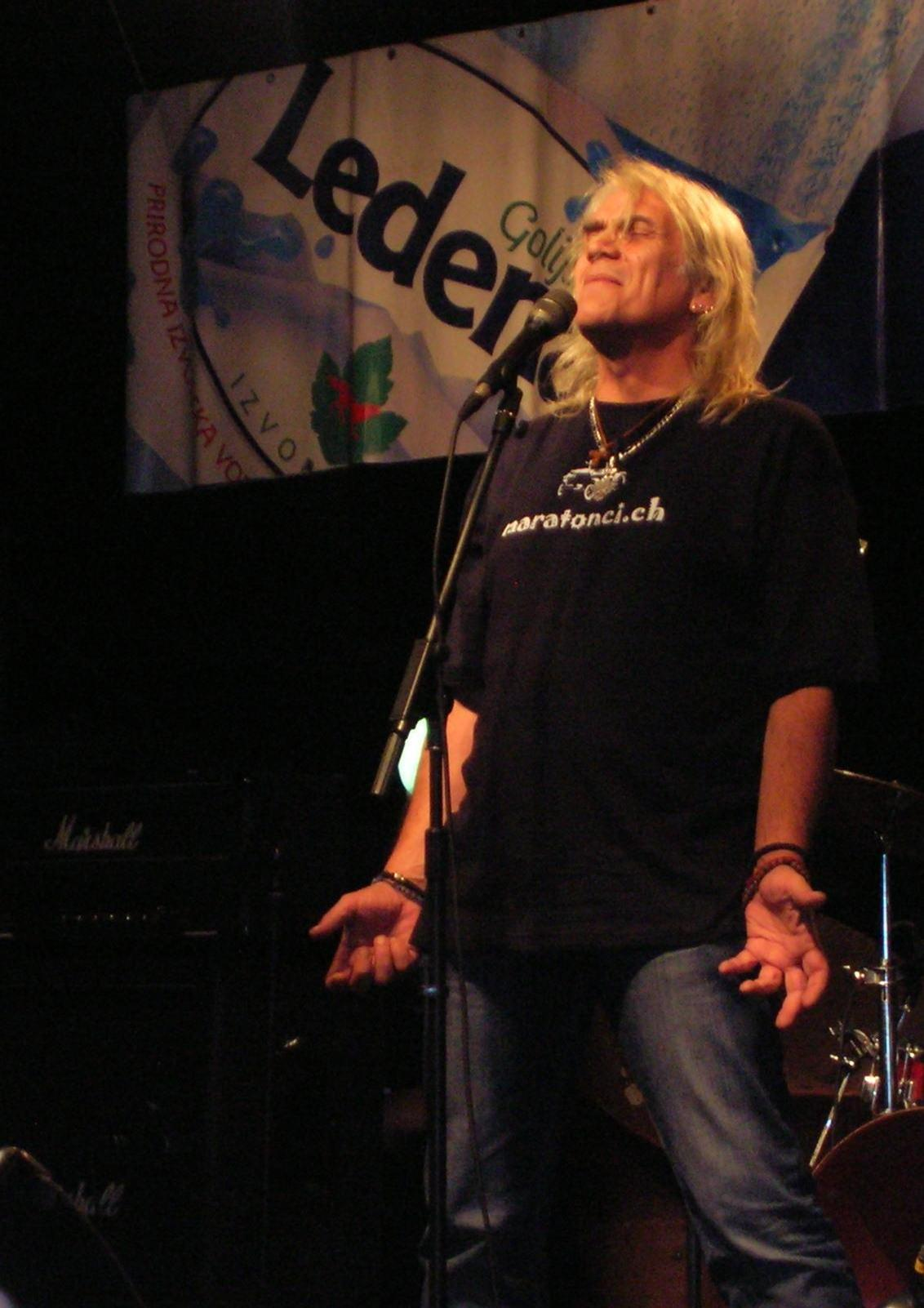
Bora Đorđević 2008.

Bora Đorđević (serbisk kyrilliska: Бора Ђорђевић), född 1 november 1952 i Čačak, Serbien, död 4 september 2024 i Ljubljana, Slovenien, var en serbisk sångare och låtskrivare som var ledare för det serbiska bandet Riblja čorba. Hans artistnamn var Bora Čorba.